# Ягер, Петер
Петер Ягер (нидерл. Peter Jager; родился 25 ноября 1957 года, Амстердам) — нидерландский футбольный вратарь, завершивший игровую карьеру. Воспитанник амстердамского «Аякса», выступал также за «АДО Ден Хааг» и АЗ’67. В настоящее время работает тренером вратарей.

## Клубная карьера
В возрасте восьми лет Петер Ягер был принят в юношескую команду футбольного клуба «Аякс» из Амстердама. Одну из своих первых игр он провёл как полевой игрок, но тренер Карел Камлаг определил юного футболиста на позицию вратаря. В 1977 году Ягер был переведён в основной состав команды, став третьим голкипером в клубе после Пита Схрейверса и Роба Терворта. Хотя ещё в сезоне 1976/1977 Петер мог стать третьим вратарём в клубе, но вместо него третьим голкипером стал Роб Терворт. Дебютировал Петер за «Аякс» 18 сентября 1977 года в матче высшего дивизиона Нидерландов против клуба «Гоу Эхед Иглз», в дебютном матче на стадионе «Де Мер» Ягер отыграл на ноль, а его команда, благодаря дублю Рюда Гелса, победила со счётом 2:0.
28 сентября Ягер дебютировал в кубке европейских чемпионов, соперником «Аякса» в первом раунде был норвежский «Лиллестрём». В первом матче против норвежцев, который состоялся 14 сентября, ворота «Аякса» защищал Роб Терворт, в гостях амстердамцы проиграли со счётом 2:0, причём первый мяч «Лиллестрёма» был забит на 1-й минуте матча. Но в ответном матче, на «Олимпийском стадионе» в Амстердаме, главный тренер «Аякса» Томислав Ивич решил поставить в ворота Ягера. Ивич не ошибся, Петер отыграл свой третий матч в карьере на ноль, а «Аякс» смог дома разгромить норвежцев со счётом 4:0. В дебютном сезоне Ягер сыграл за «Аякс» 7 матчей в чемпионате, а также три игры в кубке чемпионов. Большую часть сезона 1977/1978 Петер был вынужден пропустить, так как в январе 1978 года в одном из матчей чемпионата получил серьёзную травму. В сезоне 1978/1979 основным голкипером в клубе считался Пит Схрейверс, а Ягер получал слишком мало игрового времени, сыграв всего в двух матчах чемпионата.
В июне 1980 года Петер покинул «Аякс» и перешёл в стан «АДО Ден Хаага».

## Тренерская карьера
После окончания игровой карьеры Ягер стал тренером вратарей, работал во многих нидерландских клубах, в том числе и в клубе «Омниворлд».